# Калао-пенелопидес Темминка
Калао-пенелопидес Темминка (лат. Rhabdotorrhinus exarhatus) — вид птиц из семейства птиц-носорогов (Bucerotidae). Выделяют два подвида.

## Распространение
Обитают на Сулавеси и некоторых окрестных островах.

## Описание
Длина тела 45 см. Масса самки 370 г. Маленькая чёрная птица-носорог с зелёным отливом на спинке. Клюв бледно-желтый, у основания нижней челюсти чёрный, с невысокой ребристо-коричневой каской (гребнем), оголенная кожа вокруг глаз и на горле тускло-розоватая, радужная оболочка красная, ноги чёрные. Самка меньше самца.

## Биология
Живут группами. Рацион состоит в основном из фруктов (ок. 85 %). Самка запечатывает себя в гнездо, перед кладкой начинает линьку, выходит наружу с птенцами в конце цикла гнездования. Самец доставляет пищу запечатанным в гнезде самке и птенцам срыгиванием.

## В неволе
Эти птицы содержатся в нескольких европейских и американских зоопарках.